# Mix (album)
Mix è un album di Francesco De Gregori composto da due CD, pubblicati nel 2003. Il primo cd contiene materiale già pubblicato tra il 1975 e il 2001 a eccezione del primo brano, in precedenza inedito. Il secondo cd contiene registrazioni dal vivo inedite, a eccezione dell'ultimo brano, registrato in studio; il secondo brano, Come il giorno, è una cover di un brano di Bob Dylan, mai pubblicata prima da Francesco De Gregori (una versione in studio comparirà in De Gregori canta Bob Dylan - Amore e furto, del 2015).

## Tracce

### Disco 1 (studio)
1. A chi (cover di "Hurt", di Timi Yuro, nella versione italiana di Fausto Leali) - 4.22
2. Bellamore - 3.31
3. Il bandito e il campione - 4.24
4. La donna cannone - 4.42
5. Il canto delle sirene - 6.35
6. Stelutis alpinis (live) - 3.20
7. I matti - 3.34
8. Chi ruba nei supermercati? - 4.55
9. Mimì sarà - 5.11
10. Viaggi & miraggi - 4.59
11. Il cuoco di Salò - 3.53
12. Adelante! Adelante! - 3.31
13. Non dirle che non è così (cover di If You See Her, Say Hello, di Bob Dylan) - 4.54
14. La valigia dell'attore - 4.23
15. Pablo - 4.24
16. Sempre e per sempre - 3.23

### Disco 2 (live)
1. L'Agnello di Dio - 5.26
2. Come il giorno (cover di I Shall Be Released di Bob Dylan) - 5.52
3. Sotto le stelle del Messico a trapanar - 3.32
4. Alice - 4.57
5. Dr. Dobermann - 5.22
6. Cose - 4.27
7. Rimmel - 5.20
8. Pezzi di vetro - 3.23
9. Generale - 4.34
10. Pentathlon - 6.02
11. Bufalo Bill - 7.35
12. Niente da capire - 4.25
13. Il signor Hood - 3.47
14. Viva l'Italia - 5.17
15. Ti leggo nel pensiero (inedito da studio) - 4.35